# Мияилович, Никола
Ни́кола Мияи́лович (серб. Никола Мијаиловић / Nikola Mijailović; 15 февраля 1982, Земун, СФРЮ) — сербский футболист, защитник.

## Клубная карьера

### Сербия
В 1998 году Никола перешёл из молодёжной команды «Обилича» (чемпиона сезона 1997/98 годов) в «Земун», но, не сыграв ни одного матча, через год был продан в «Железник». Молодого игрока отправили набираться опыта в низшие лиги — он перешёл в «Ласту» из Сремчицы на правах аренды сроком на 2 года. Вернувшись в «Железник», Никола тут же завоевал доверие тренера и стал игроком основного состава команды.

### «Висла»
В январе 2004 года Никола не поехал на сбор с «Железником», а отправился на медицинское обследование в Краков. Оно прошло успешно и «Висла» заплатила за 21-летнего игрока 400 тысяч евро. Мияилович очень хорошо себя зарекомендовал и, несмотря на красную карточку в одном из первых матчей, был признан открытием года в «Висле», опередив Дамиана Горавского почти на 1000 голосов.
В следующим сезоне Никола так же был основным левым защитником до тех пор, пока в команде вместо Хенрика Касперчака на тренерский мостик не вступил чех Вернер Личка, который использовал на позиции Мияиловича поляка Столярчика.

#### Обвинение и суд
В конце марта 2005 года Никола, вместе с баскетболистом из «Вислы», был обвинён в избиении 22-летнего студента Ягеллонского университета. Через несколько дней он был оштрафован в клубе, а суд постанвил лишить футболиста свободы на 13 месяцев, которые были заменены на социальные работы.

#### Сезон 2005/06
Перед сезоном Мияилович не присутствовал в тренировочном лагере в течение установленного срока, в результате чего был перемещён в резерв. По словам тренера, у игрока были проблемы с армией в Сербии. Таким образом, новый главный тренер Ежи Энгель не видел для него места в группе, а Никола получил разрешение от клуба пройти просмотр во французском «Меце», однако контракт не был подписан. 22 июля игрок наконец-то появился в Кракове, Ежи Энгель, однако, не восстановил серба в первую команду, а на позиции левого защитника стал выступать новый игрок — Дариуш Дудка. В августе Мияилович отправился на просмотр в «Аланию», но трансфер так же не произошёл. В сентябре игрок появился в первый раз на тренировке «Вислы». Хотя Никола был одним из лучших в резервной команде, при Энгеле у него не было шансов выиграть конкуренцию у Столярчика и Дудки. Энгель также заявил, что он не может переместить его в первую команду, пока не получит разрешения от Совета клуба. Несколько дней спустя, Энгель был уволен, а одним из первых решений нового дуэта тренеров Томаша Кулявика и Казимежа Москаля было восстановление игрока в первую команду «Вислы». Как оказалось, перевод в резерв Мияиловича был самостоятельным решением Энгеля. 30 октября он сыграл свою первую игру в сезоне за первую команду «Вислы». Однако, в ноябре Никола пропустил тренировку. Согласно режиму, он должен был выплатить штраф в размере 100 злотых, но отказался и отправился обратно в резервную команду.

#### 2006 год
С января 2006 года Никола получил шанс играть в основном составе после того, как на тренерский мостик взошёл Дан Петреску. Он воспользовался этим шансом и продолжил выступать в первой команде и после увольнения румынского специалиста. В ответном матче первого раунда Кубка УЕФА против «Ираклиса» Мияилович сравнял счёт, что привело к дополнительному времени и, впоследствии, к тому, что «Висла» попала в групповой этап. В матче против «Блэкберн Роверс» Никола получил пятиматчевую дисквалификацию за оскорбления на расистской почве в адрес Бенни Маккарти. А через месяц он получил травму паховой грыжи и выбыл из строя до февраля 2007 года.

#### Конец выступлений за «Вислу»
Восстановившись после травмы, Никола выступал за резервную команду на позиции центрального полузащитника. После очередного перевода в основу, в конце апреля, Мияилович вместе с одноклубником поссорились с тренером команды, после чего тот сказал им покинуть клуб. Никола снял манишку, бросил её на землю и покинул базу клуба. На следующий день он был отправлен в резерв.
27 апреля Никола был осуждён за то, что в ноябре 2005 года за рулём Volkswagen нарушил правила и остановился лишь после предупредительных выстрелов в воздух польской полицией. С тех пор он больше не выступал в футболке «Вислы». Несмотря на это, он не хотел покидать клуб и отклонял предложения от бухарестского «Динамо» и кипрского клуба. 23 июля 2007 года «Висла» разорвала контракт с Николой Мияиловичем.

### «Химки» и «Црвена Звезда»
Находясь полгода без клуба, защитник, наконец, подписал контракт с подмосковными «Химками». Он принял участие в пяти матчах лиги, а затем перешёл в «Црвену Звезду», где провёл за время, оставшееся до конца 2008 года сыграл в 8 матчах чемпионата, а затем покинул сербский клуб.

### «Корона»
31 августа 2009 года Мияилович подписал контракт с «Короной» из Кельце, в котором было указано, что в случае нефутбольных проблем у Николы, контракт с ним может быть разорван без компенсации. 30 октября, спустя полтора месяца после дебюта за «Корону», в матче с его бывшим клубом — «Вислой», Мияилович ударил в лицо Войцеха Лободзиньского, в результате чего был оштрафован и дисквалифицирован на 2 матча.
В январе 2010 года серб отклонил предложение от румынской команды «Васлуй», заявив, что в Кельце он получил кредит доверия. Несколько дней спустя он был избран капитаном команды вместо Эди Андрадины.
Осенью 2010 года Мияилович получил травму приводящей мышцы и сыграл лишь в 10 матчах, до тех пор пока не перешёл в «Амкар».

### «Амкар»
5 марта 2011 года Никола перешёл в пермский «Амкар», в котором стал выступать под номером 3. Первые матчи игрок проводил на скамейке запасных, а его дебютный выход на замену пришёлся лишь на игру 7 тура с «Томью» (1:2). Однако, следующую игру против московского «Спартака» (2:1) он начал уже с первых минут, и своё место в центре полузащиты в последующих матчах у Рахимова никому не уступал.
В конце октября 2011 года у «Амкара» сменился главный тренер. Миодраг Божович продолжил постоянно ставить Николу в стартовый состав, однако, уже на его основную позицию левого защитника.
Первый гол за новую команду игрок забил в ворота «Кубани» после розыгрыша углового красивым ударом с отскоком от газона. В конце сезона отличился во второй раз, прокатив мяч между ног вратаря «Терека» Сослана Джанаева.
В конце сезона 2012/13 у Мияйловича закончился контракт, и «Амкар» не стал его продлевать. Как позже объяснил главный тренер «Амкара» Рустем Хузин, он не имеет претензий к Мияйловичу по качеству игры, а причиной расставания стало поведение Николы вне футбольного поля.

## Карьера в сборной
Никола выступал за молодёжную сборную Сербии на чемпионате Европы среди молодёжных сборных 2004 года вместе со своим нынешним партнёром по «Амкару» Радомиром Джаловичем, где завоевал серебряные медали.

## Достижения
- Чемпион Сербии (1): 2013/14